# Kommunvapen i Lettland
Ett galleri över Lettlands nuvarande kommunvapen. 

## Republikstäder

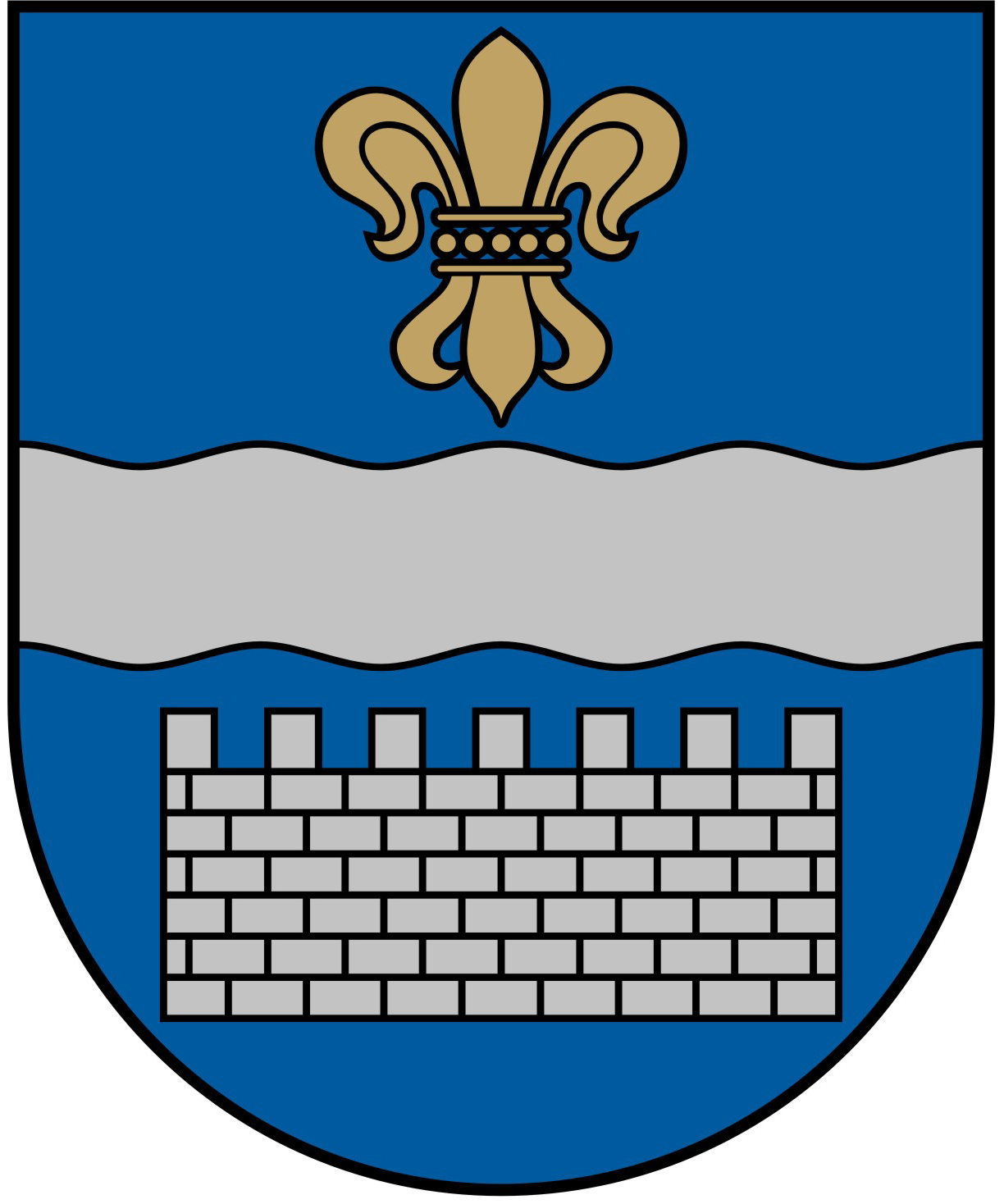
Daugavpils
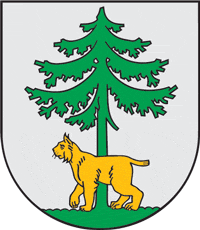
Jēkabpils
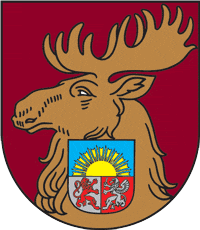
Jelgava
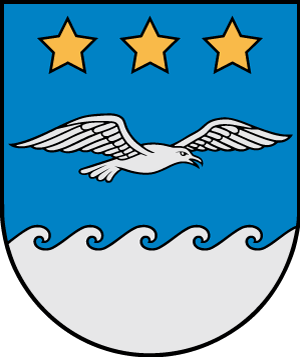
Jūrmala
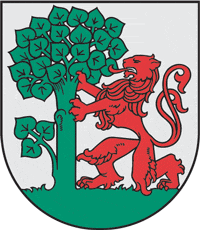
Liepāja
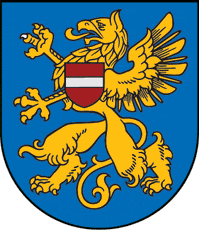
Rēzekne
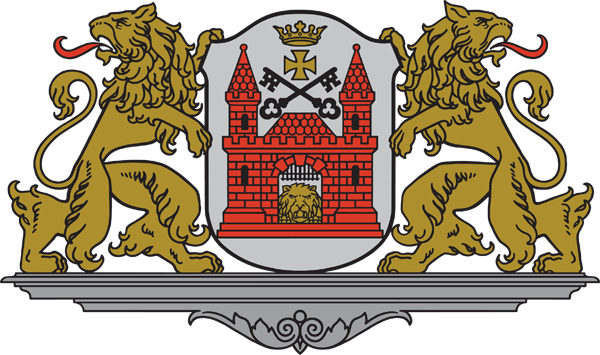
Rīga
Valmiera
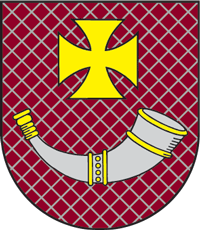
Ventspils

## Kommuner

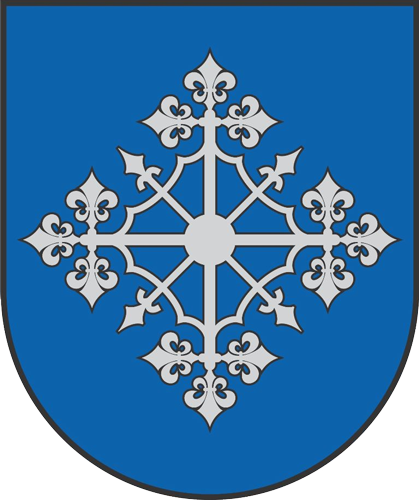
Aglona kommun
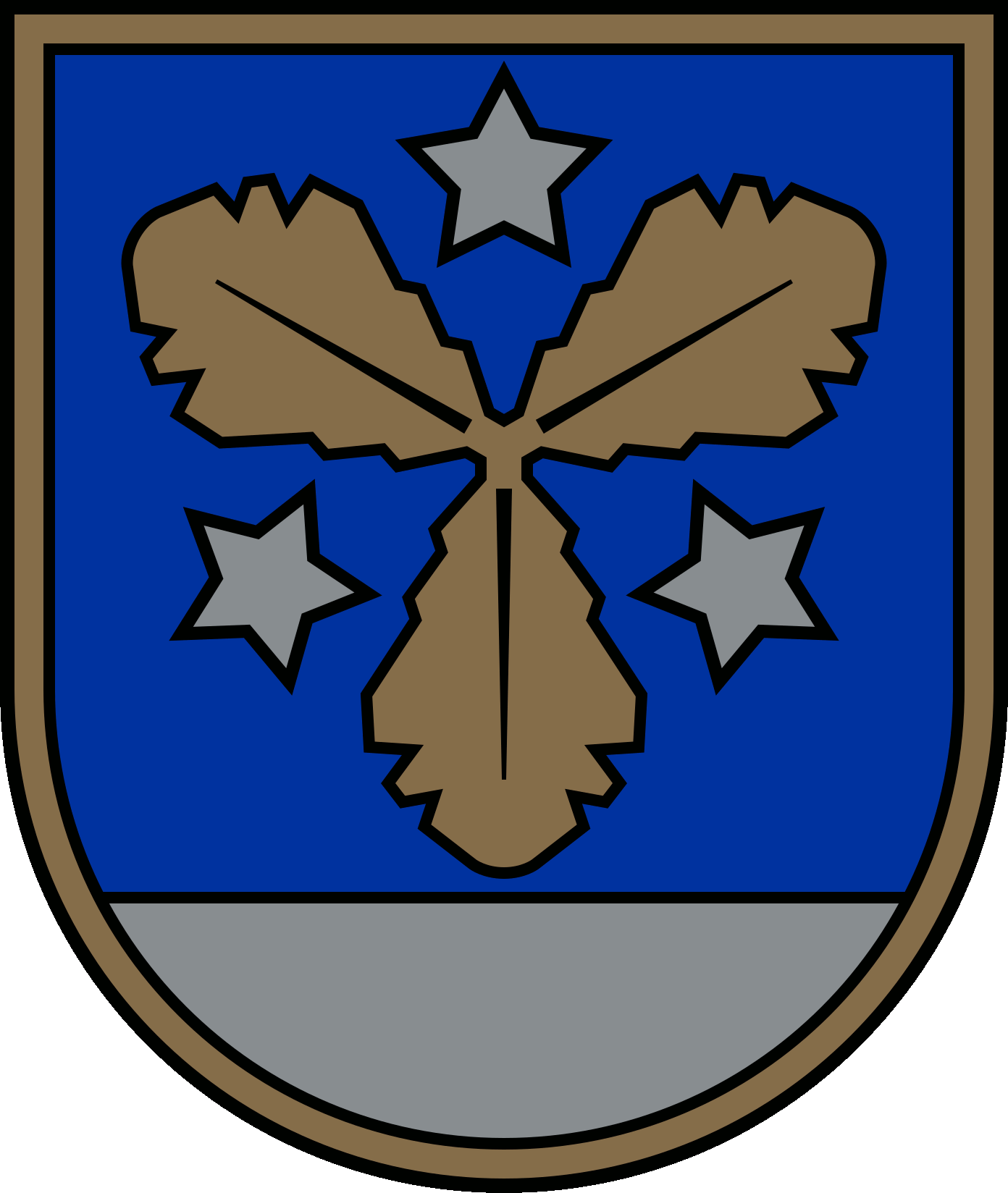
Aizkraukle kommun
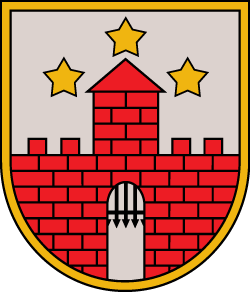
Aizpute kommun
Aknīste kommun
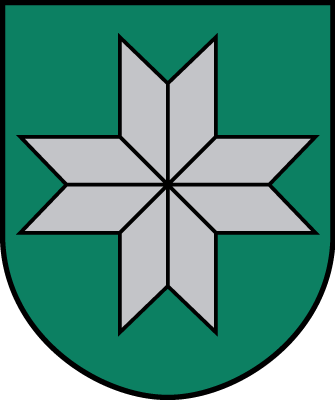
Aloja kommun
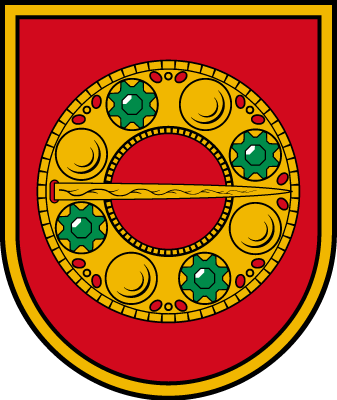
Alsunga kommun kommun
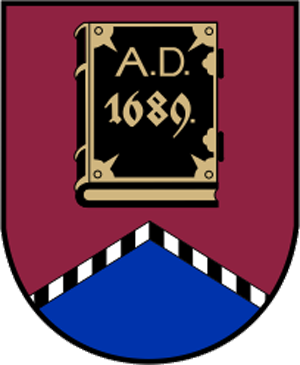
Alūksne kommun
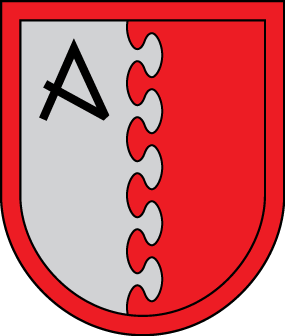
Amata kommun
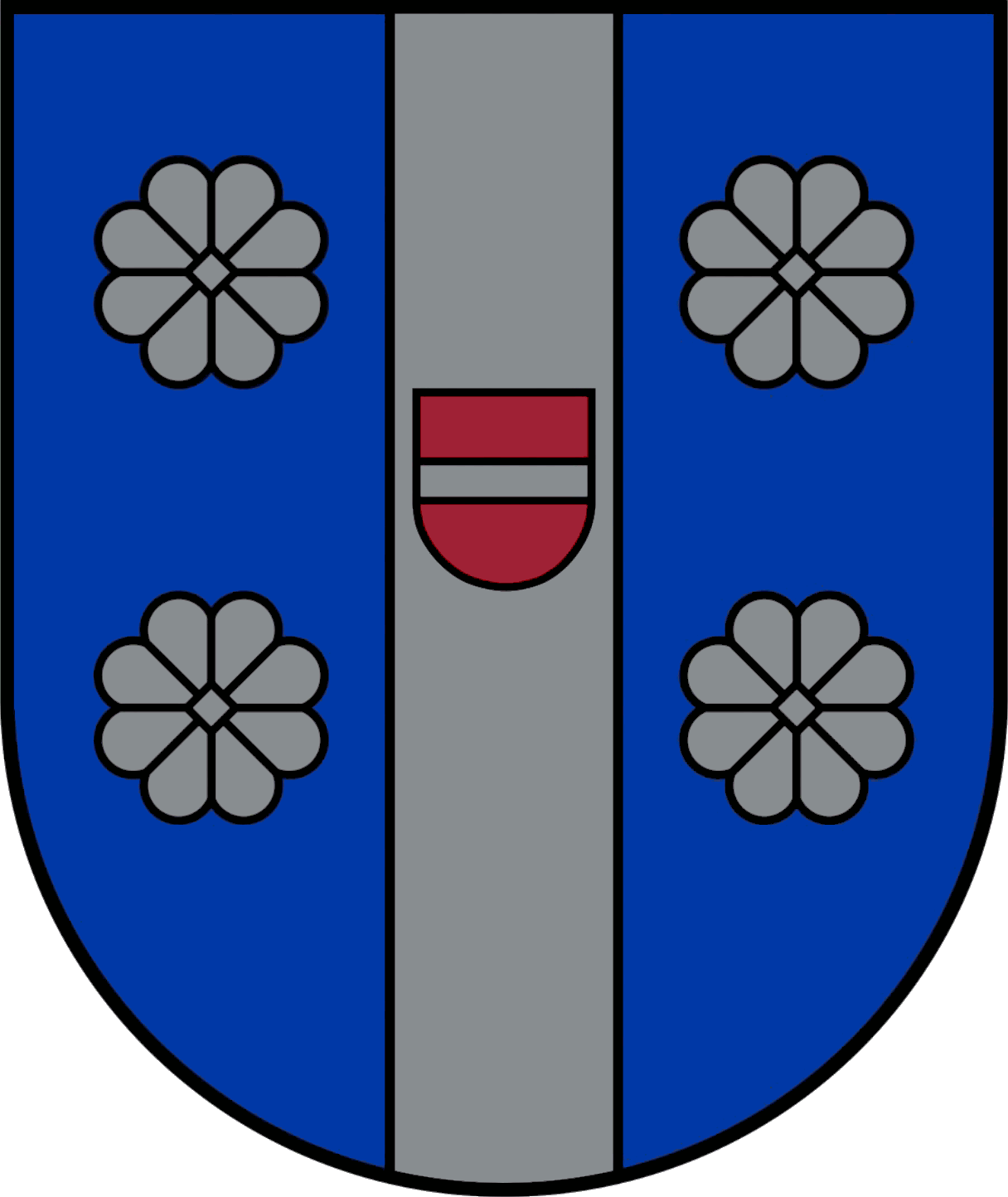
Ape kommun
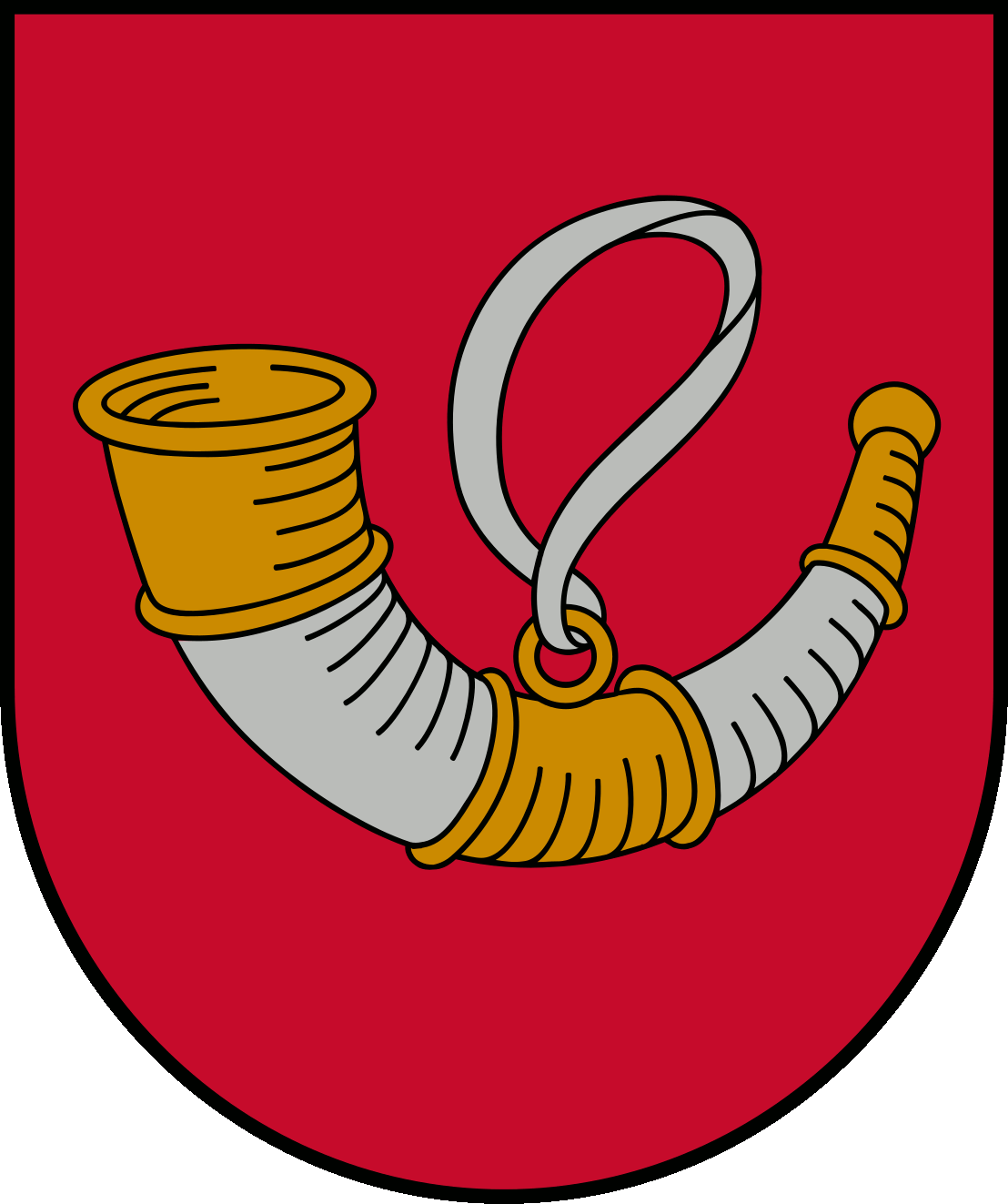
Auce kommun
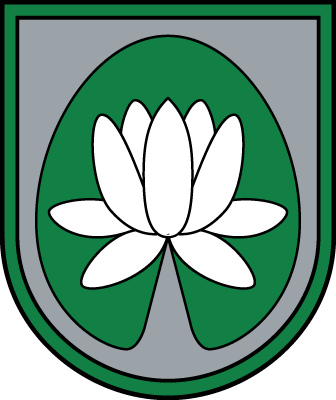
Ādaži kommun
Babīte kommun
Baldone kommun
Baltinava kommun
Balvi kommun
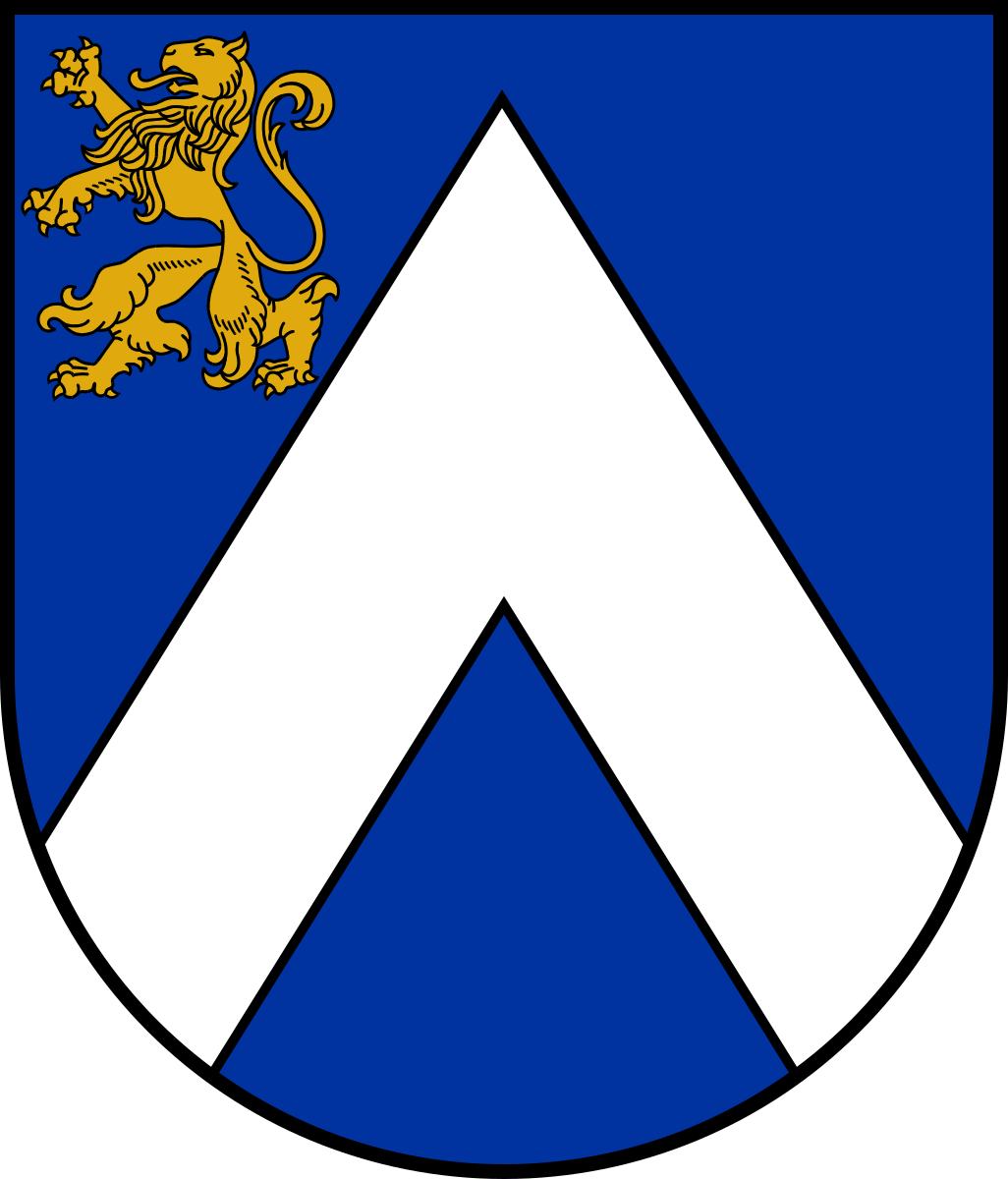
Bauska kommun
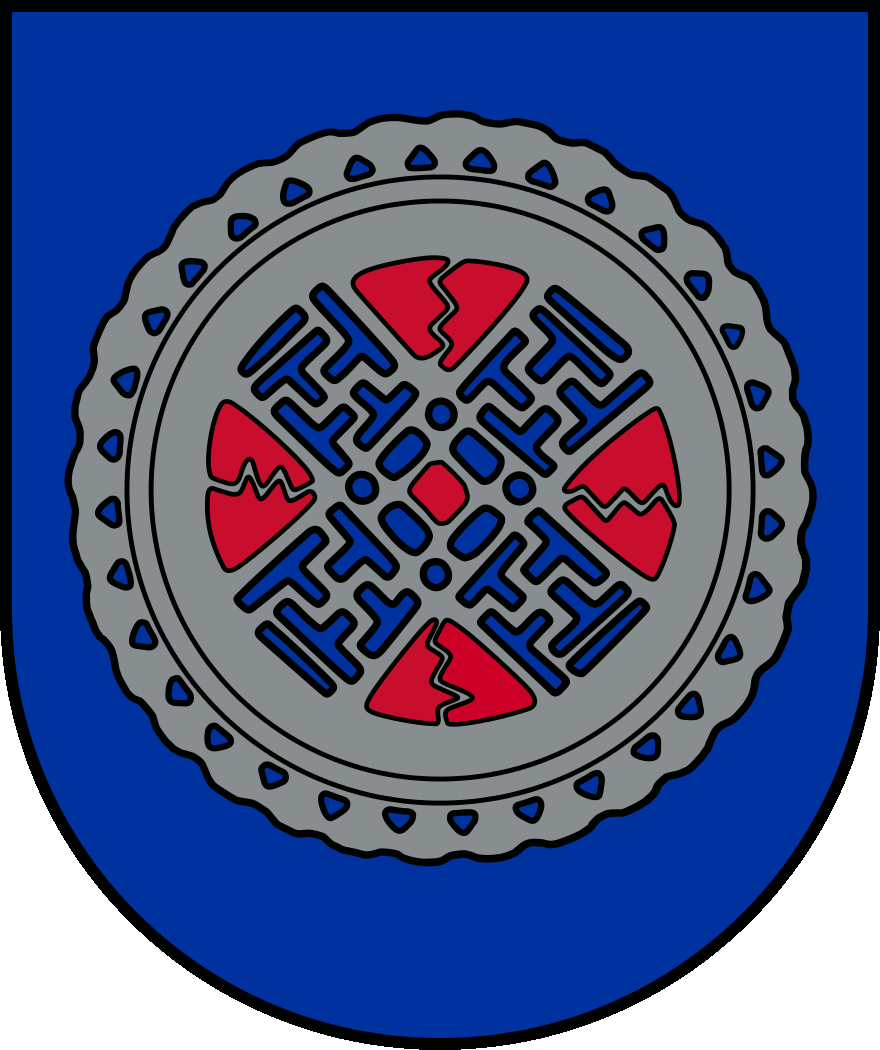
Beverīna kommun
Brocēni kommun
Burtnieki kommun
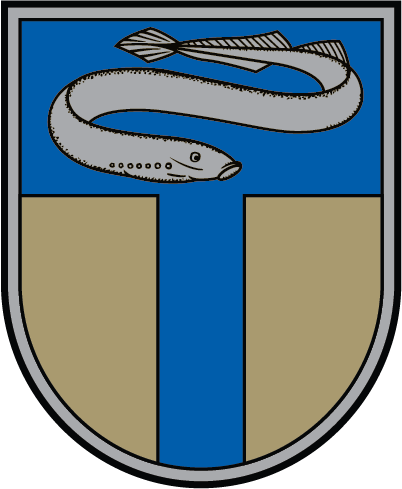
Carnikava kommun
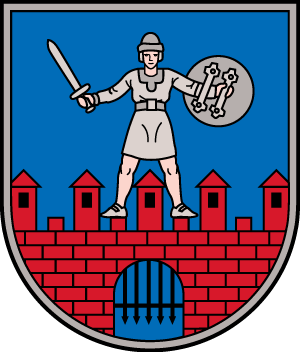
Cēsis kommun
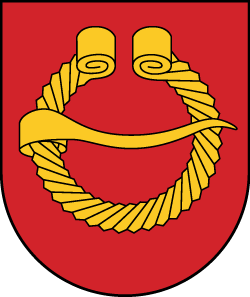
Cesvaine kommun
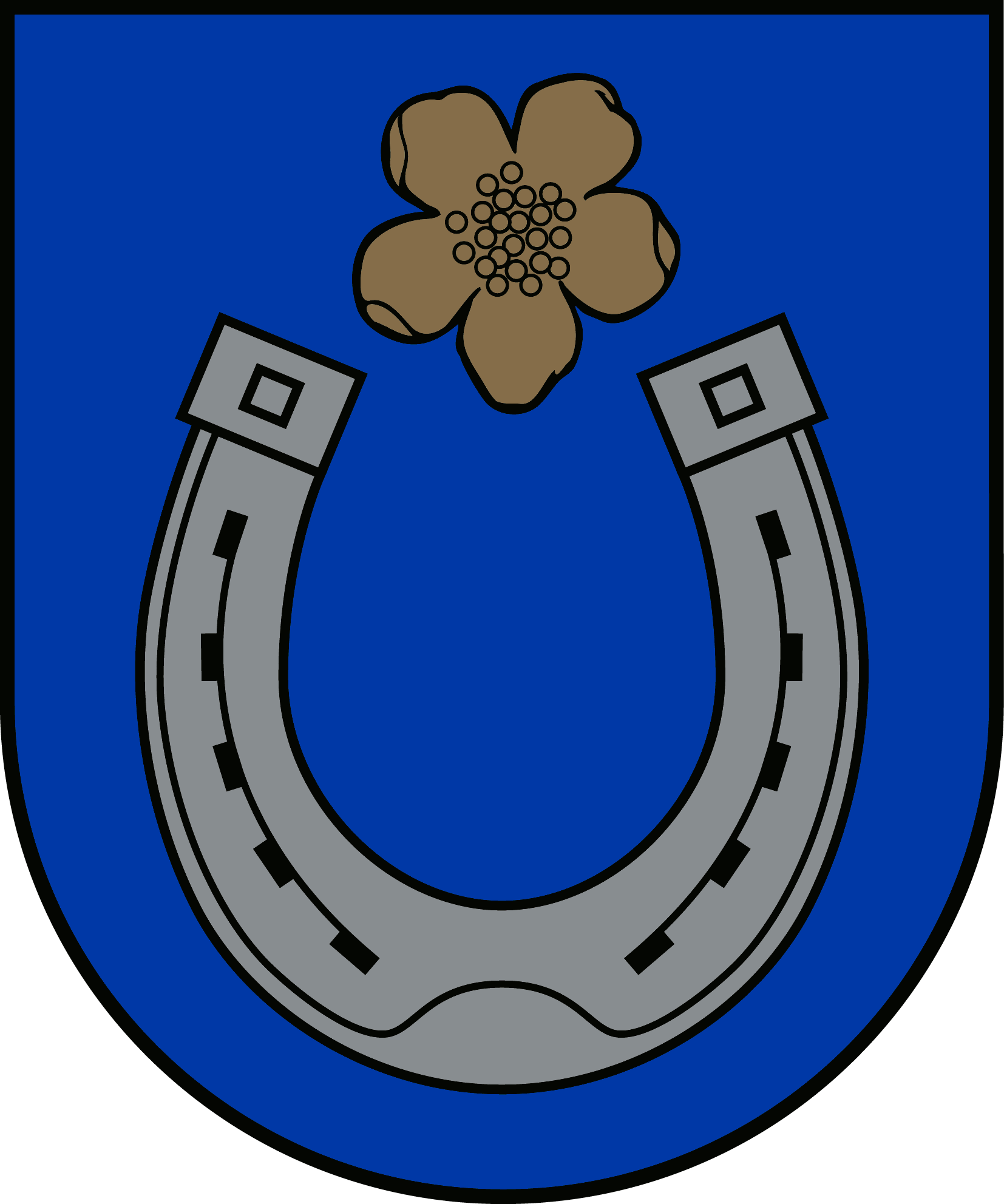
Cibla kommun
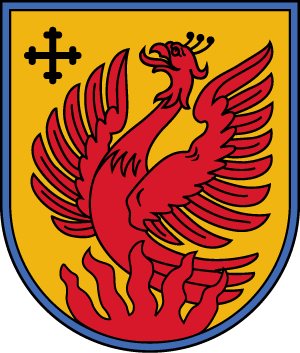
Dagda kommun
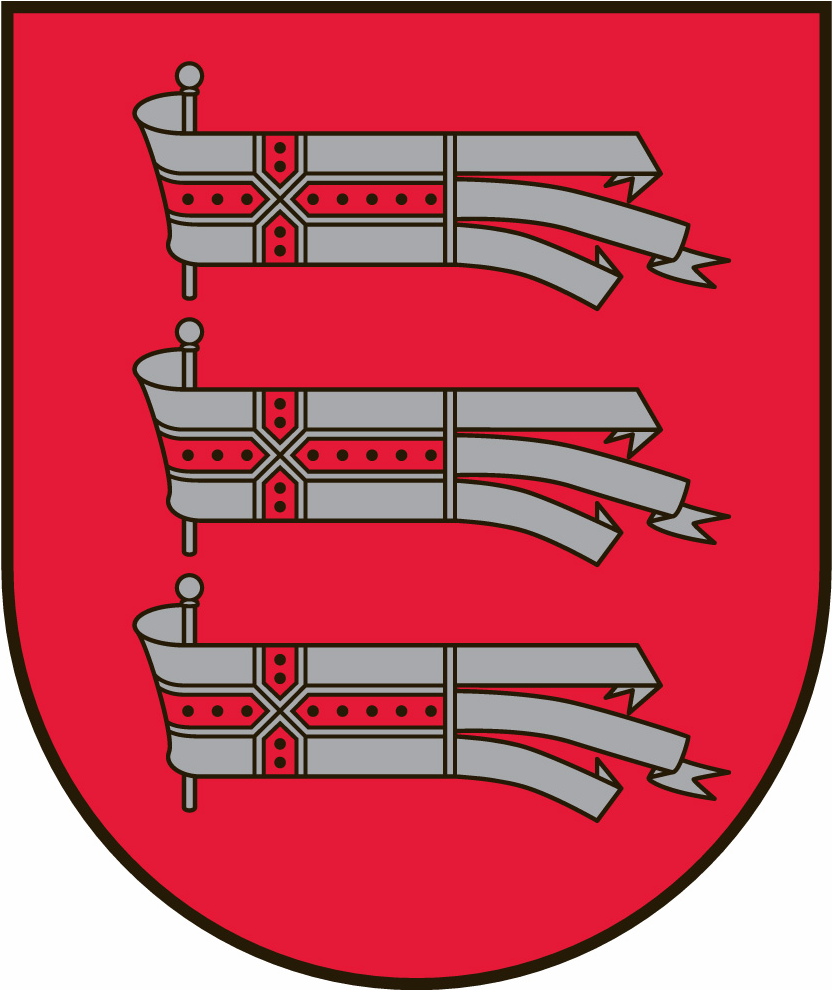
Daugavpils kommun
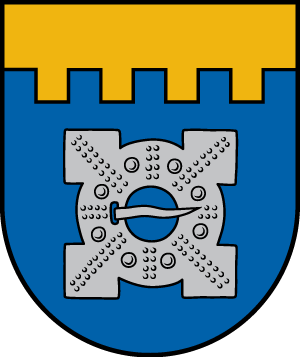
Dobele kommun
Dundaga kommun
Durbe kommun
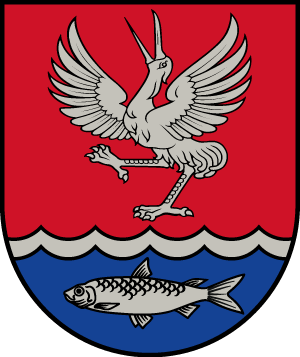
Engure kommun
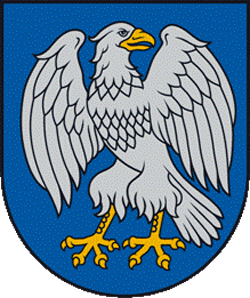
Ērgļi kommun
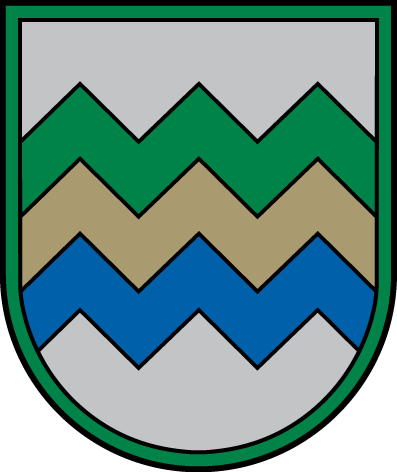
Garkalne kommun
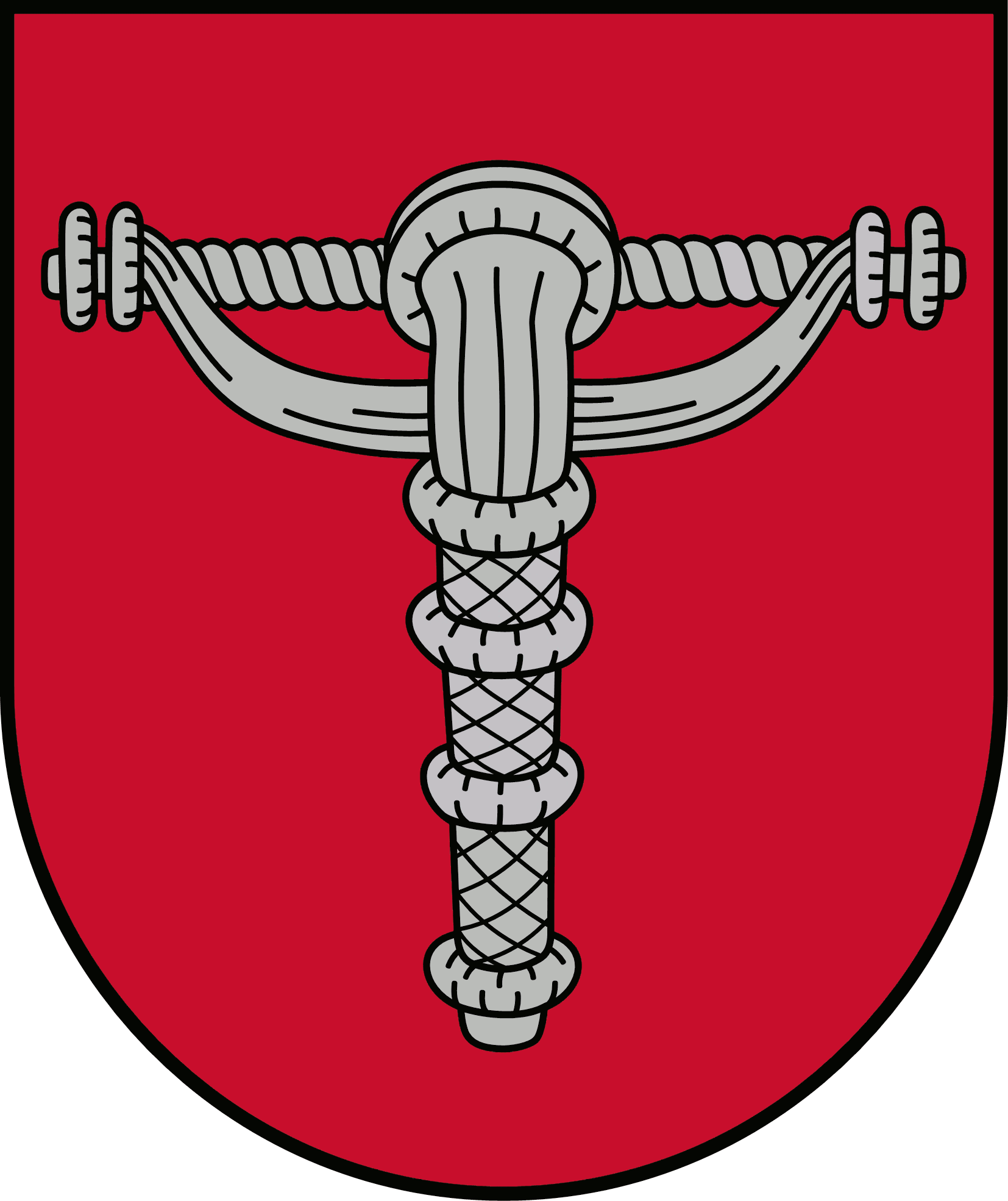
Grobiņa kommun
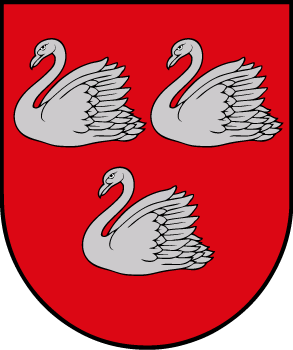
Gulbene kommun
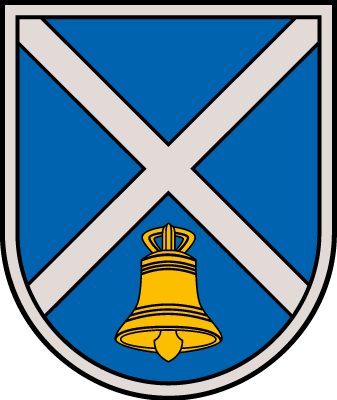
Iecava kommun
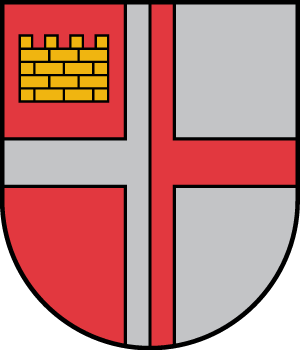
Ikšķile kommun
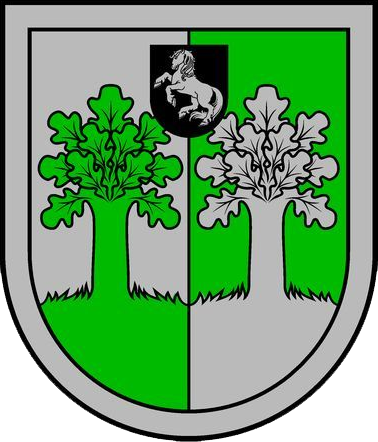
Ilūkste kommun
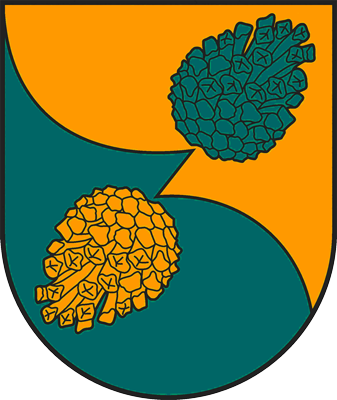
Inčukalns kommun
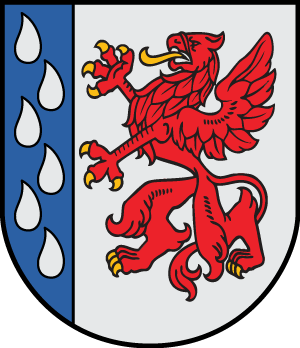
Jaunjelgava kommun
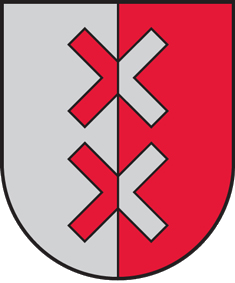
Jaunpiebalga kommun
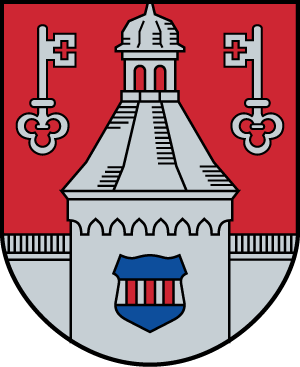
Jaunpils kommun
Jelgava kommun
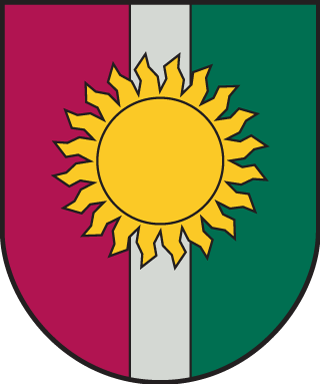
Jēkabpils kommun
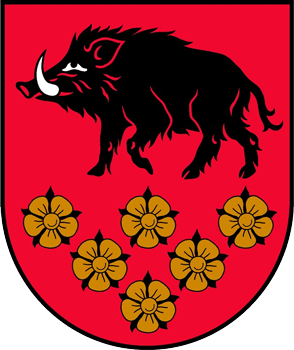
Kandava kommun
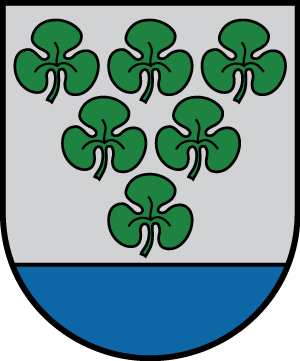
Kārsava kommun
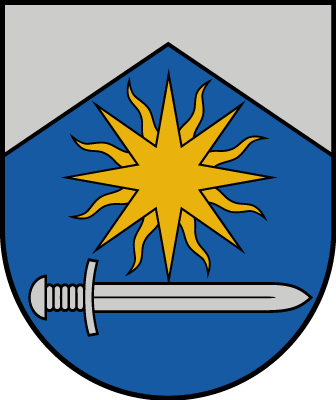
Kocēni kommun
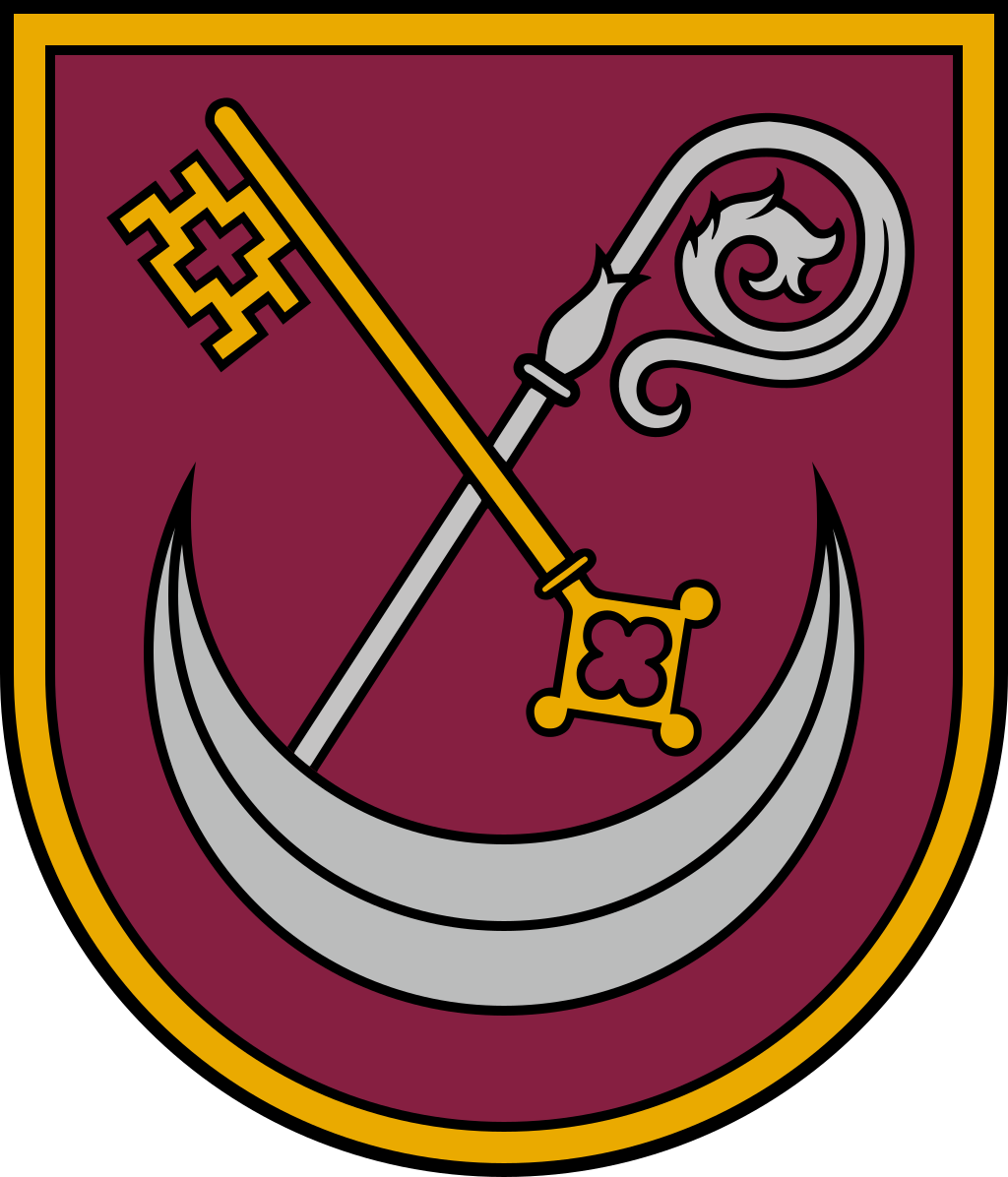
Koknese kommun
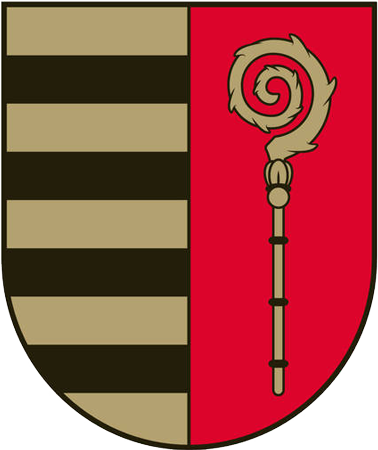
Krāslava kommun
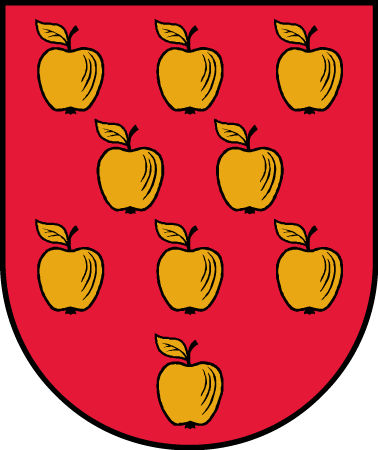
Krimulda kommun
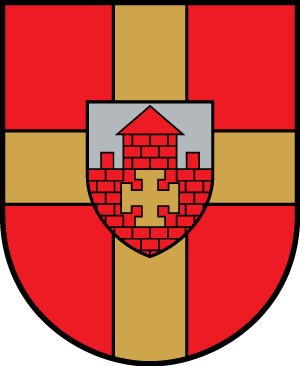
Krustpils kommun
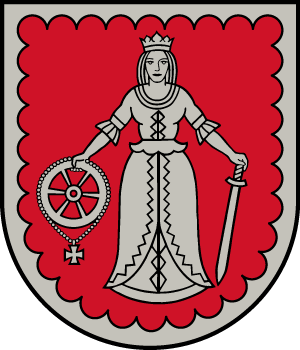
Kuldīga kommun
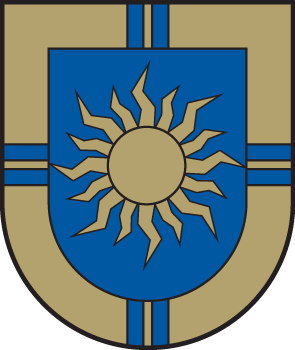
Ķegums kommun
Ķekava kommun
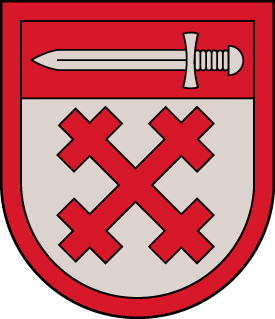
Lielvārde kommun
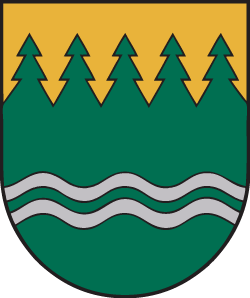
Līgatne kommun
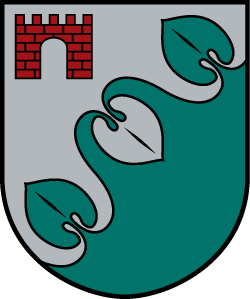
Limbaži kommun
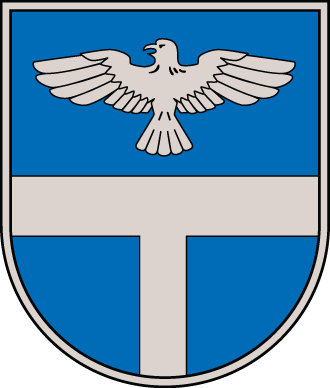
Līvāni kommun
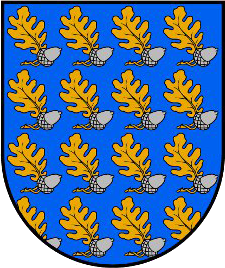
Lubāna kommun
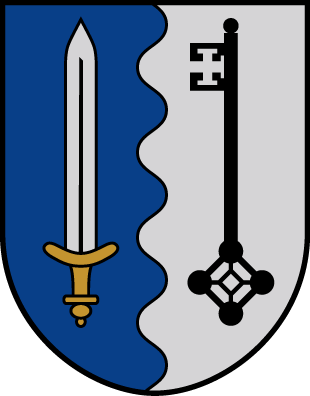
Ludza kommun
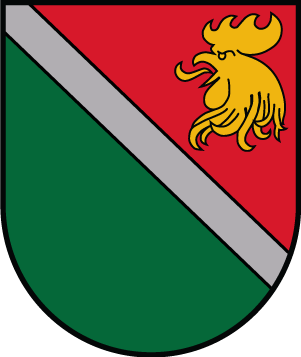
Madona kommun
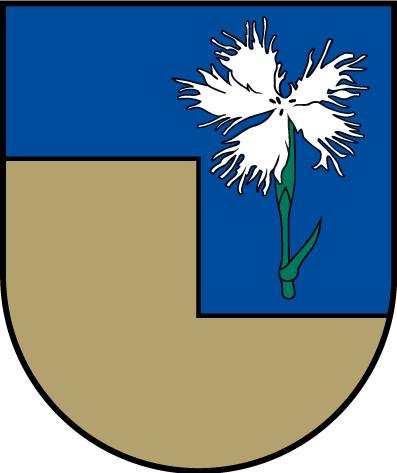
Mazsalaca kommun
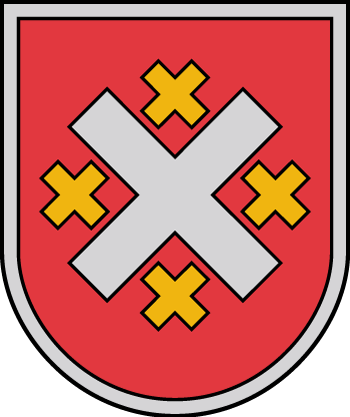
Mālpils kommun
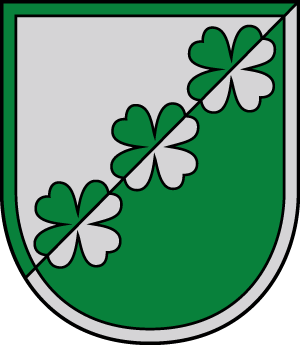
Mārupe kommun
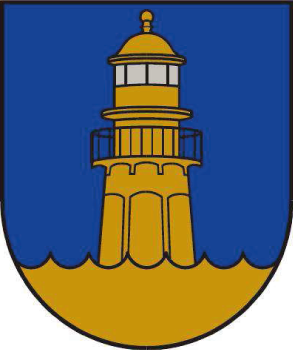
Mērsrags kommun
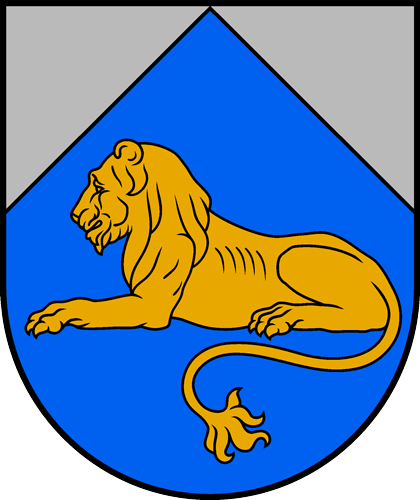
Naukšēni kommun
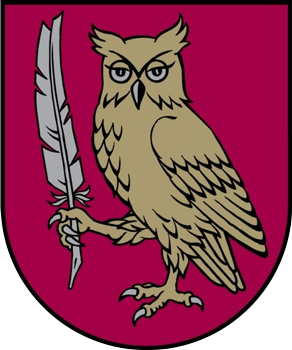
Nereta kommun
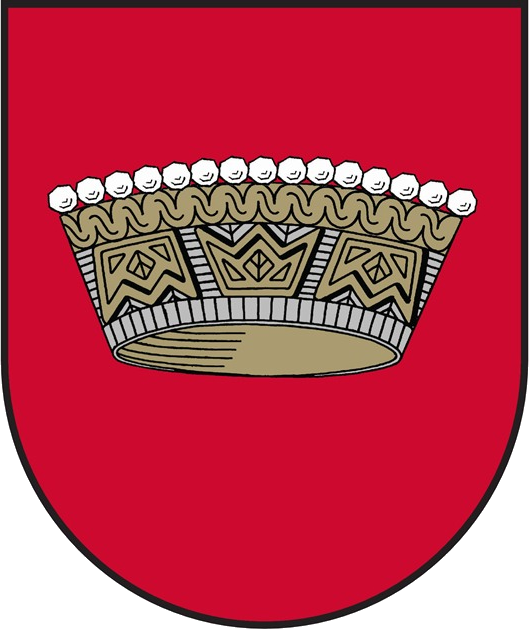
Nīca Kommun
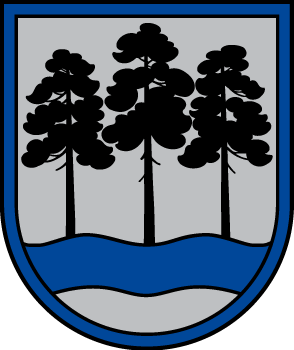
Ogre kommun
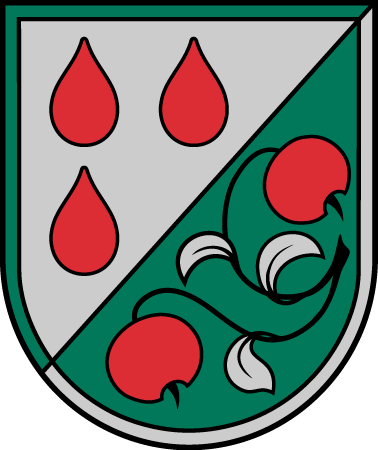
Olaine kommun
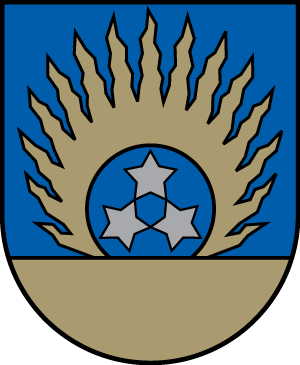
Ozolnieki kommun
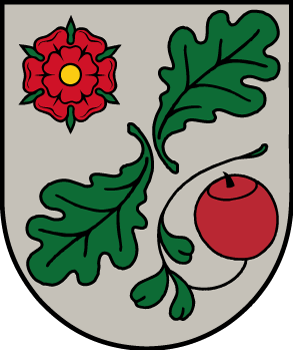
Pārgauja kommun
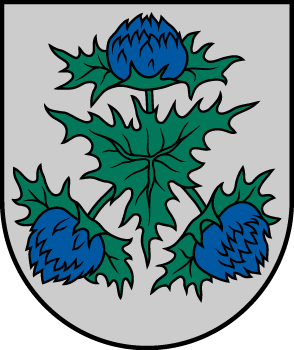
Pāvilosta kommun
Pļaviņas kommun
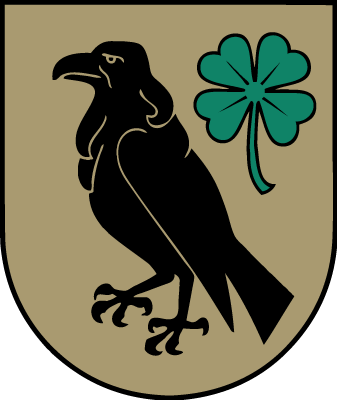
Preiļi kommun
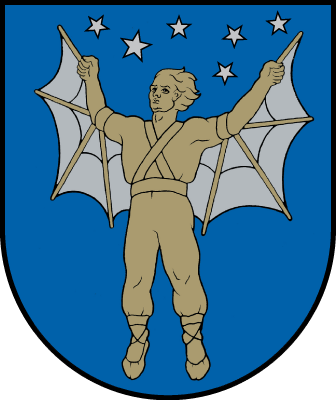
Priekule kommun
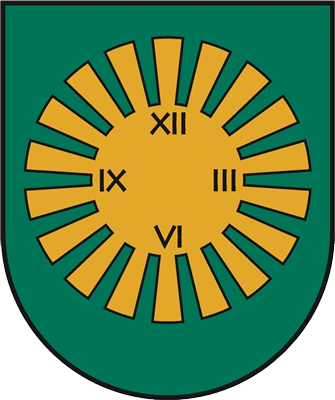
Priekuļi kommun
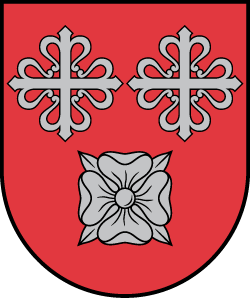
Rauna kommun
Rēzekne kommun
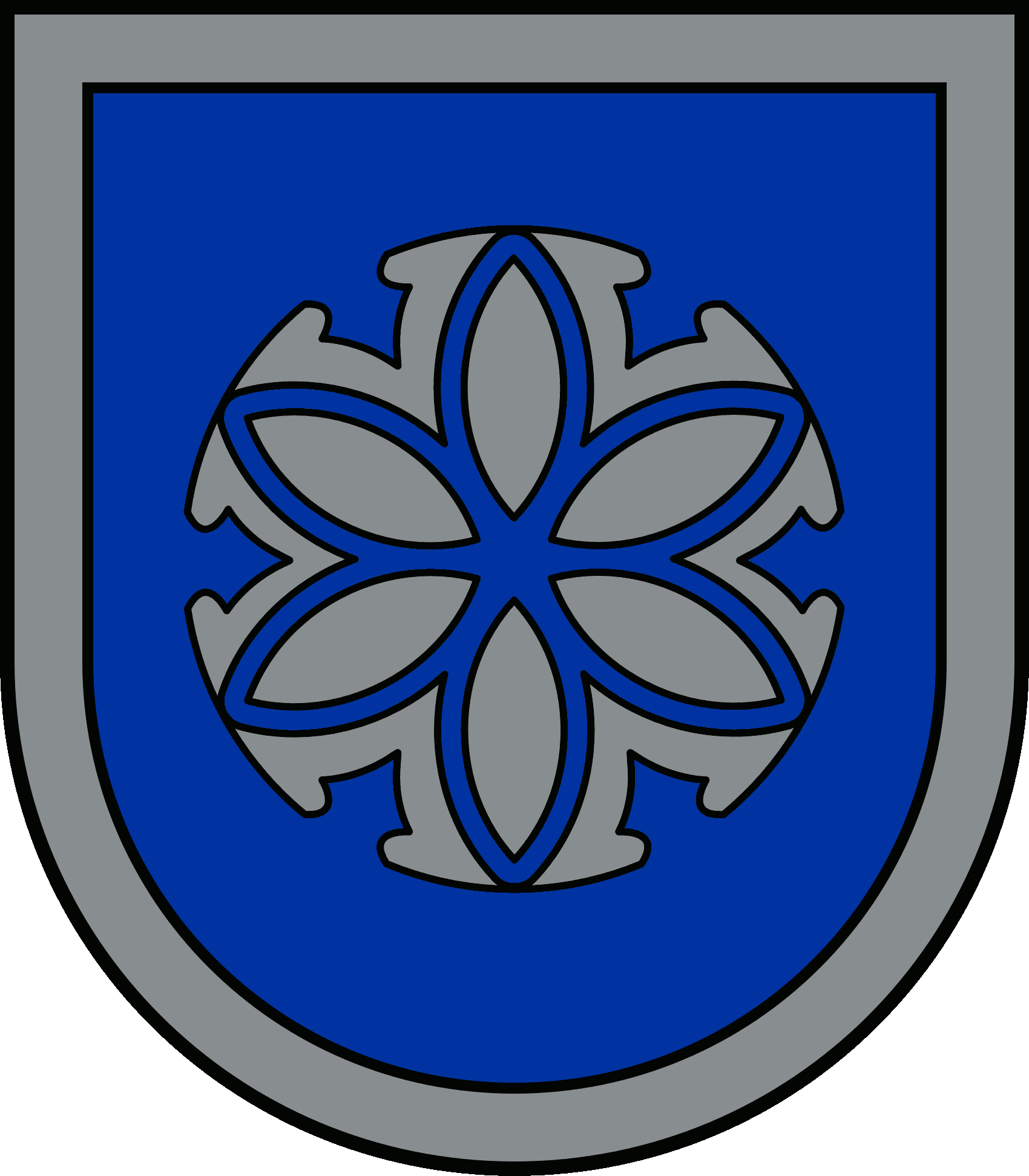
Riebiņi kommun
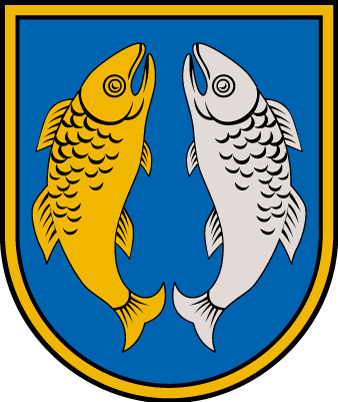
Roja kommun
Ropaži kommun
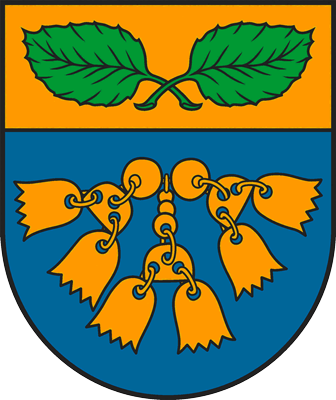
Rucava kommun
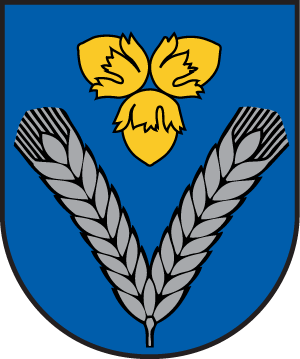
Rugāji kommun
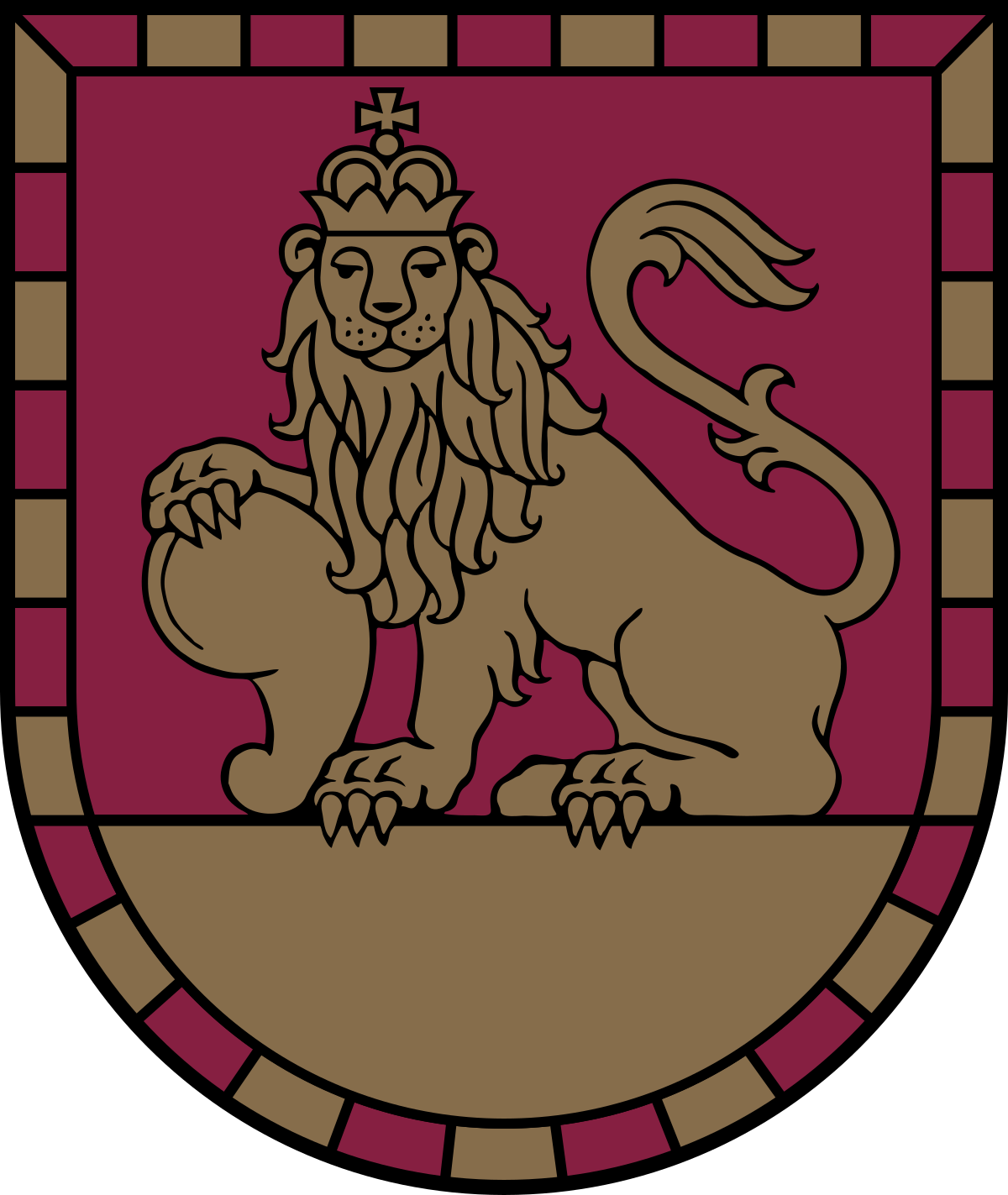
Rundāle kommun
Rūjiena kommun
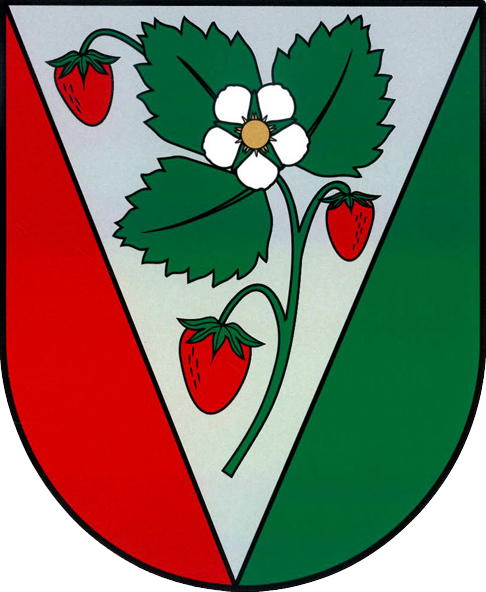
Sala kommun
Salacgrīva kommun
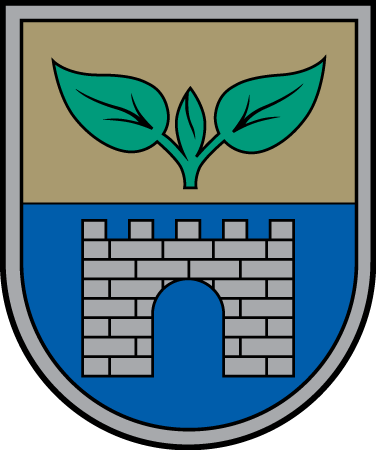
Salaspils kommun
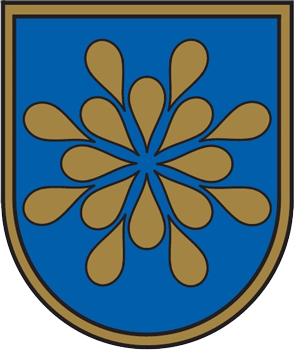
Saldus kommun
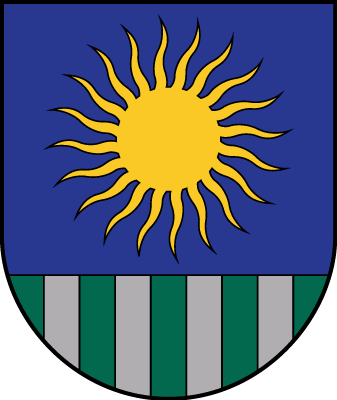
Saulkrasti kommun
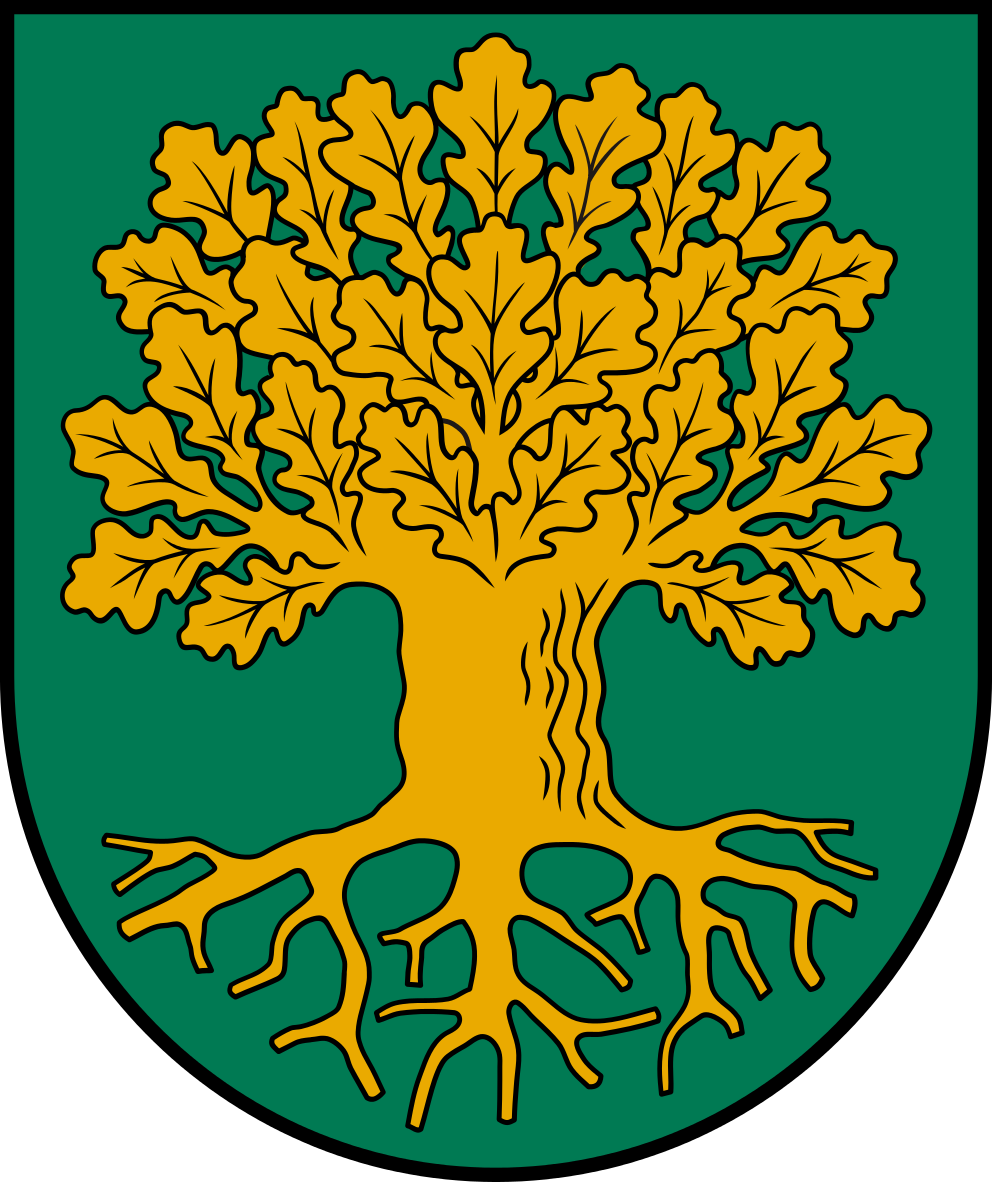
Sēja kommun
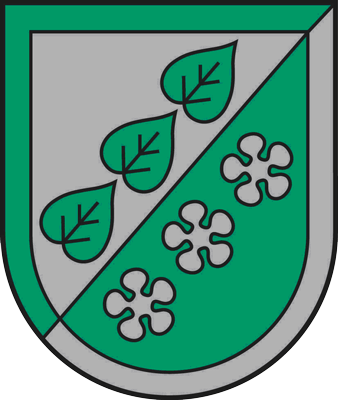
Sigulda kommun
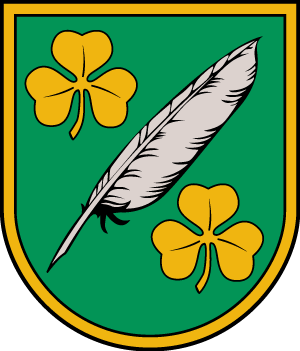
Skrīveri kommun
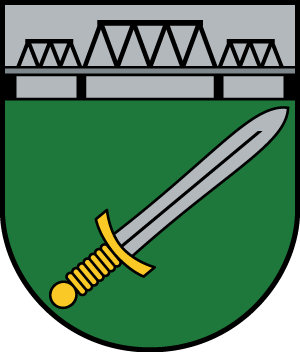
Skrunda kommun
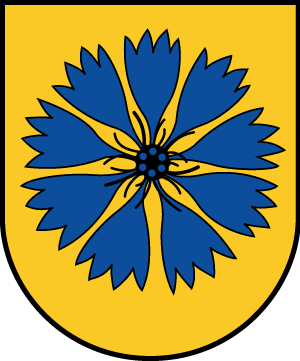
Smiltene kommun
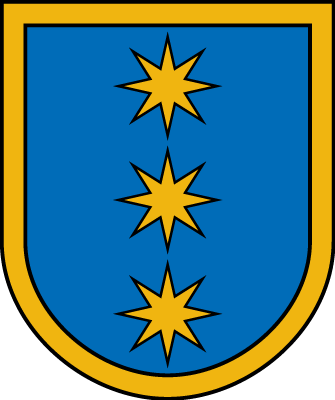
Stopiņi kommun
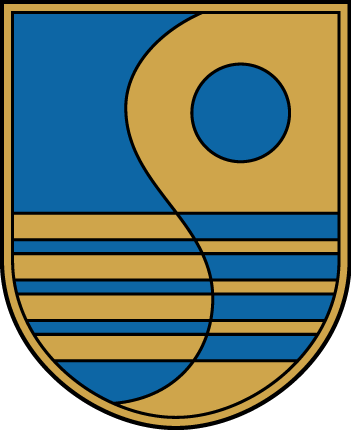
Strenči kommun
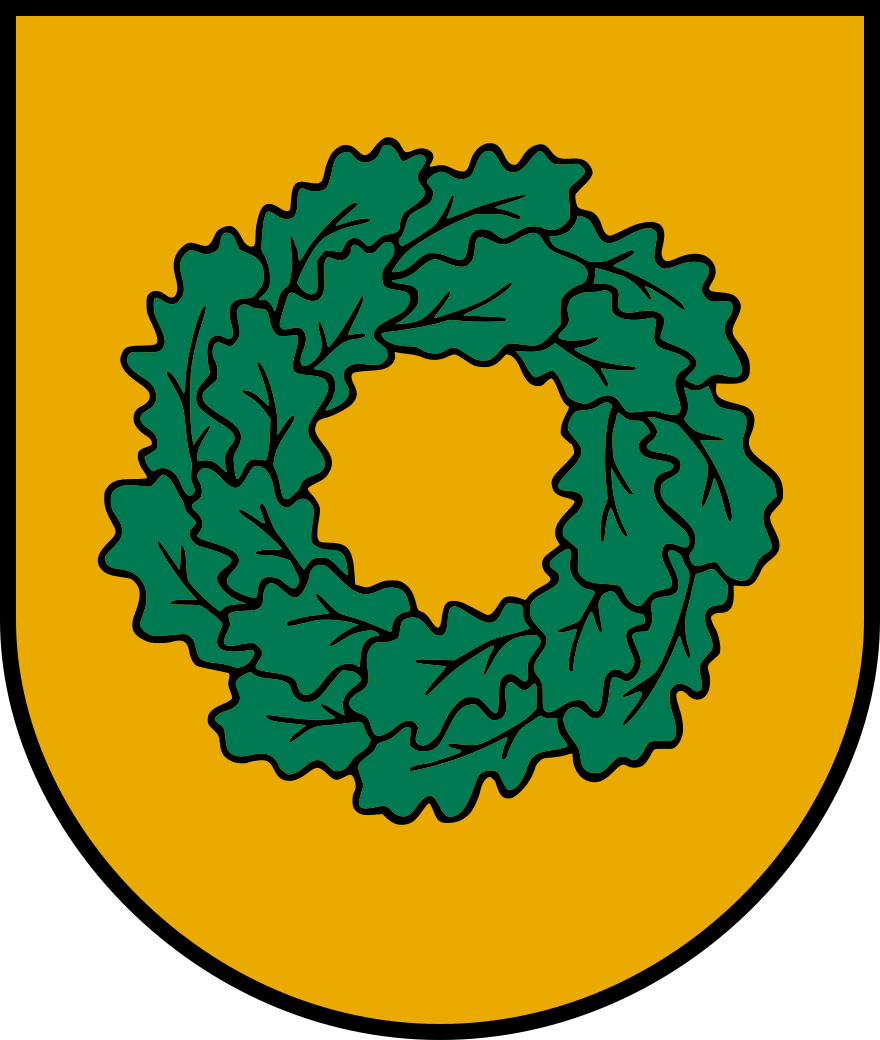
Talsi kommun
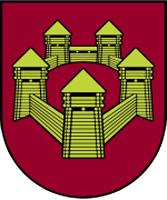
Tērvete kommun
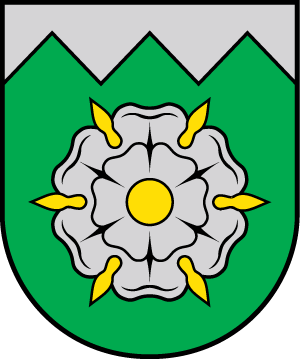
Tukums kommun
Vaiņode kommun
Valka kommun
Varakļāni kommun
Vārkava kommun
Vecpiebalga kommun
Vecumnieki kommun
Ventspils kommun
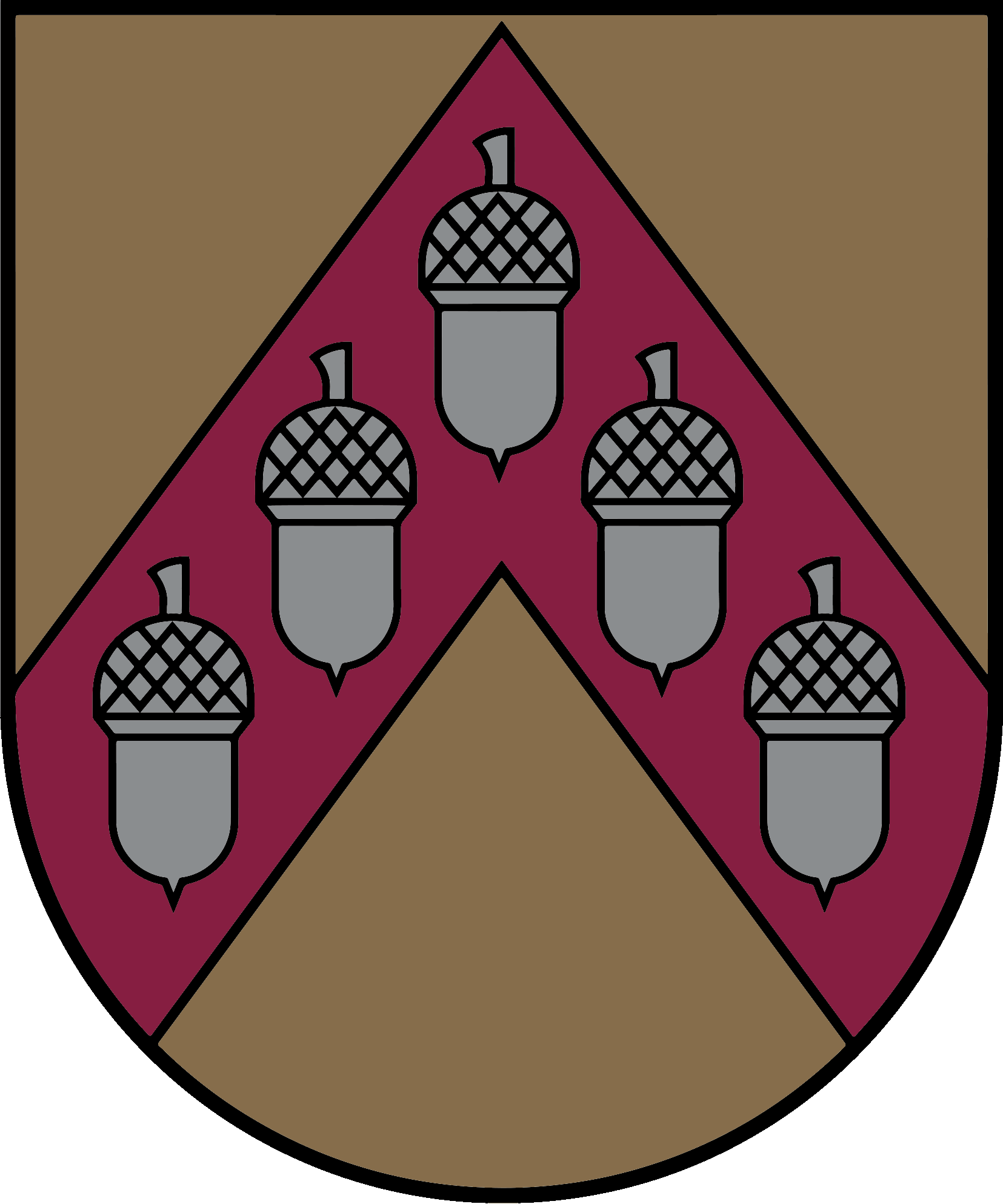
Viesīte kommun
Viļaka kommun
Viļāni kommun
Zilupe kommun